# Pajarete

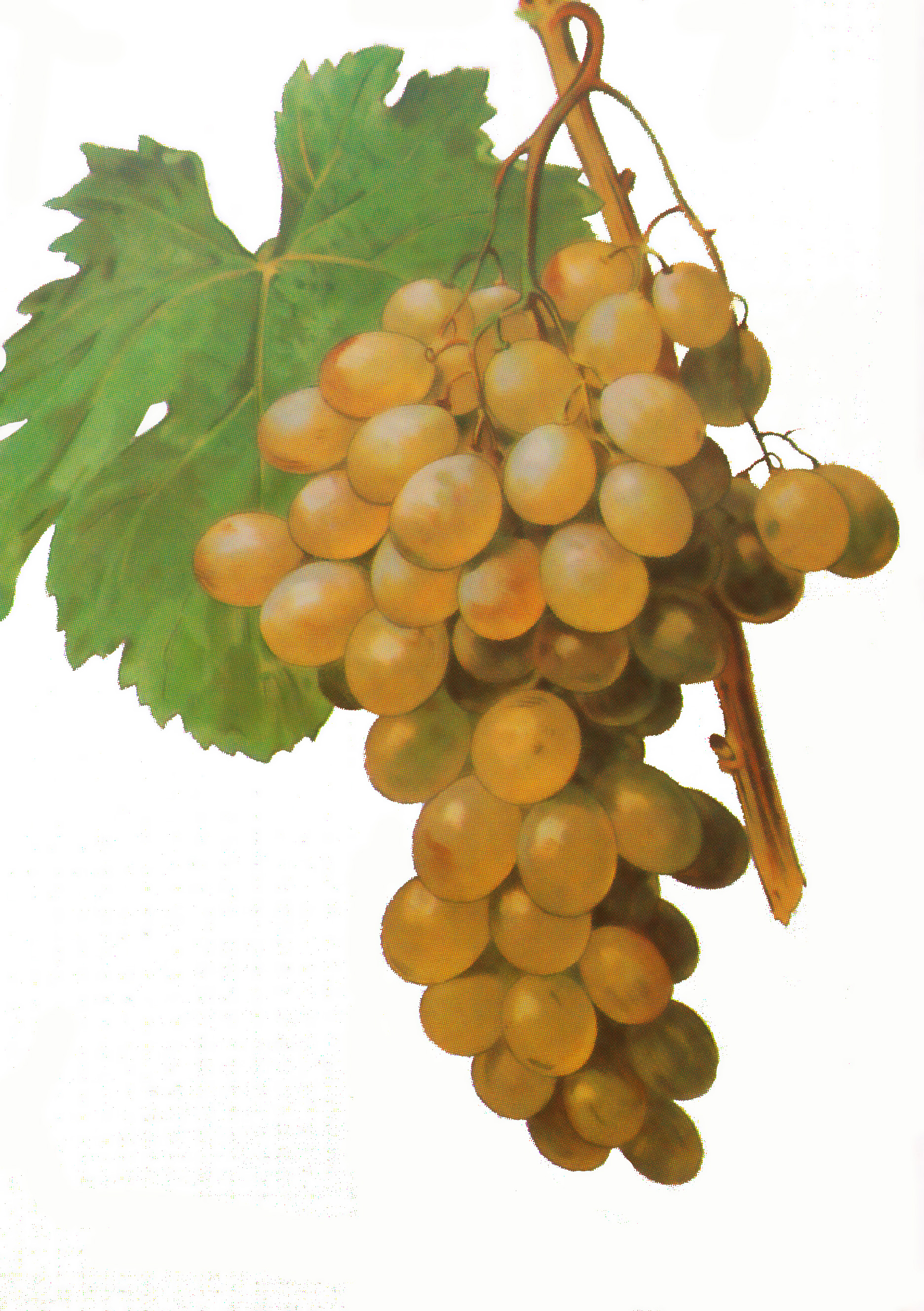
Moscatel de Alejandría, una de las principales cepas usadas para elaborar pajarete.

El pajarete (paxarete, según la grafía antigua) es un vino licoroso, muy fino y delicado, resultado originalmente de la combinación de vino con arrope o sancocho. Su nombre proviene del pago de viñedo del Monte Pajarete, situado en el municipio español de Villamartín, en la provincia de Cádiz, Andalucía y a poca distancia de la localidad también gaditana de Prado del Rey.
Actualmente se produce, en España, en diversos lugares de Andalucía, y en Chile, en el Valle del Huasco, región de Atacama, y también en la de Coquimbo.
En Escocia y en los Estados Unidos recibe el nombre de paxarete. Se emplea para dar paladar, vejez y color al whisky, por cuya razón se le llama también blending sherry.

## En España
En España, pajarete es el nombre de un vino generoso dulce de la Denominación de Origen Protegida Málaga. Este vino de licor, de color dorado a ámbar oscuro, debe presentar un contenido de azúcar entre 45 y 140 gramos/litro, y haber sido sometido a un envejecimiento mínimo de 2 años, sin adición de arrope.
El origen del nombre procede de un pago en la ladera del Castillo de Matrera, cercano a Prado del Rey, donde, hasta la llegada de la filoxera en el siglo XIX, se criaban vinos con dicha denominación «pajarete».

## En Chile
En Chile el pajarete también es conocido como vino del sol. Es un vino dulce con denominación de origen que solo puede producirse en las regiones de Atacama y Coquimbo. En su producción se utilizan tres variedades de uva: moscatel de Austria, moscatel de Alejandría y País o Criolla. Se caracteriza por ser de sabor dulce, moderado grado alcohólico, viscoso, muy aromático y de un color canela pálido.

### Historia

En marrón, la Capitanía General de Chile, durante la época colonial.

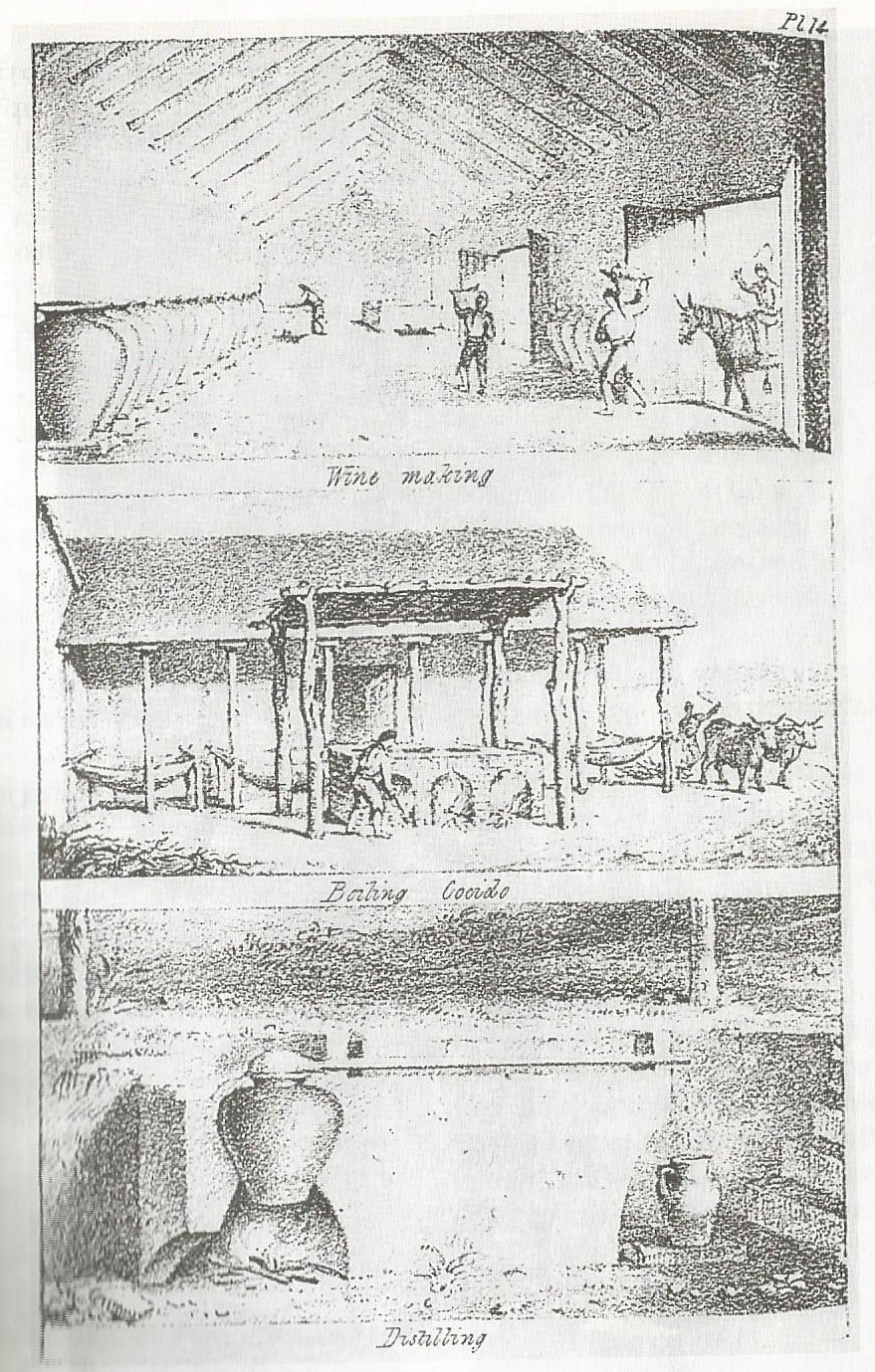
Técnicas de elaboración de Pisco y vino según observaciones del explorador Myers.

Las técnicas de elaboración del pajarete comienzan en el siglo XVII, cuando arriba al entonces Reino de Chile el noble Diego Pizarro del Pozo y Clavijo de Gálvez. Al radicarse en el Corregimiento de Coquimbo, contrae matrimonio con Mariana de Gamboa y Astudillo en San Bartolomé de La Serena, el 16 de enero de 1618. Al contraer matrimonio obtiene por vía de dote, entre otras posesiones, la Hacienda Potrerillos. En esta hacienda, Luis Pérez de Canseco, factor real de La Serena (Chile) y abuelo de Mariana, había plantado los primeros viñedos de los que se tiene constancia documental en el Valle de Limarí, hacia el año 1575.
Diego Pizarro del Pozo, en testamento fechado el 28 de enero de 1643, señala poseer entre sus bienes una bodega con capacidad de más de 1300 arrobas castellanas (1 arroba = 11,5 litros, 1300 arrobas = 15 000 litros aproximadamente). Junto a ello señala ser propietario de lagares de ladrillo, alambiques, birques, vasijas y todo los elementos necesarios para la elaboración de vinos y destilación de aguardientes.  Pizarro del Pozo además fue pionero al introducir las variedades moscatel, albilla y torrontés con las destacó como elaborador de un vino generoso hecho de uvas moscatel tipo Málaga, como los producidos por su familia en su Andalucía natal. será este el origen del vino con denominación de origen pajarete del norte chico de Chile.
Sin embargo, la historia del pajarete está más asociada a la historia de Huasco. En el siglo XVIII, alrededor de 1785, el hacendado y encomendero don Gerónimo Ramos de Torres y de Aguirre, originario de San Bartolomé de La Serena, lugar donde su familia había ocupado importantes cargos en el cabildo de esta ciudad, pasó a residir en el Valle del Carmen —o Valle de los españoles—, en el actual Valle del Huasco. Es él quien introduce desde su ciudad natal la cepa moscatel y la técnica del «asoleo» —técnica traída a Chile por el andaluz Pizarro del Pozo a comienzos del siglo XVII—, produciendo un vino generoso que dará origen a los famosos vinos pajaretes del Huasco, y cuyos análogos más conocidos en el mundo son el Marsala (Italia), el Jerez (España), los vinos de Oporto y Madeira (Portugal), y el Banyuls (Francia).
El mito popular dice que tanto la cepa como la técnica fueron traídas por los jesuitas desde España, pero esta afirmación carece de sustento pues la Compañía de Jesús, establecida en 1676 en San Bartolomé de La Serena, fue expulsada del imperio español en 1767 por orden del rey Carlos III bajo la acusación de haber sido los instigadores de los motines populares del año anterior, conocidos con el nombre de Motín de Esquilache. Seis años después el monarca español consiguió que el papa Clemente XIV suprimiera la orden de los jesuitas que, además, si bien poseyeron tierras en la zona, nunca se establecieron permanentemente en el Huasco.

### Preparación
El pajarete era un vino artesanal que, aunque se comercializó de manera informal, era preferentemente de consumo familiar. El característico y original sabor del pajarete solo se obtenía con las uvas de Huasco, normalmente las variedades blancas, moscatel de Alejandría y de Austria. La fermentación se realizaba según un procedimiento que databa de la época de la Colonia, en un depósito llamado «noque», un cuero de animal donde se ponía la uva y se la molía.
En la actualidad, existen productores de pajarete agrupados en dos asociaciones: Glaciares del Alto y Vendimia del Desierto. Estos pajareteros han estandarizado y uniformado los procedimientos de producción y mejorado la calidad del pajarete. En 2011, se embotellaron más de 30 000 litros, comercializándose desde entonces bajo su propia denominación de origen.